# Histoire de Jules César

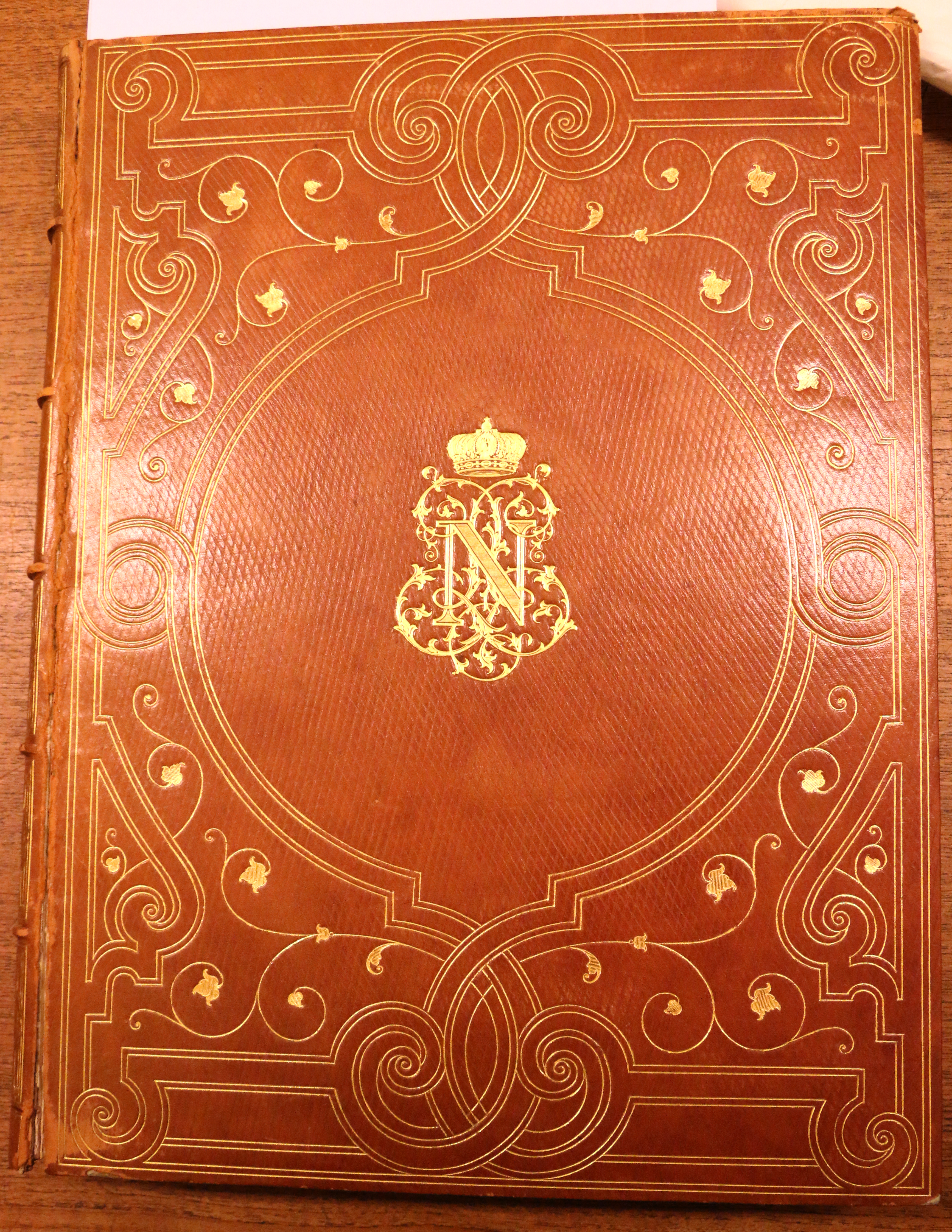
Couverture du premier volume (exemplaire du musée d'Archéologie nationale).

Histoire de Jules César est un ouvrage voulu et signé par Napoléon III. Inachevé, l'empereur n'en a signé que les deux premiers volumes : le premier en 1865 et le second en 1866. Le premier volume remonte aux origines de Rome et s'achève au premier consulat de César en 59 av. J.-C. Le second volume s'ouvre sur le proconsulat de César, raconte la conquête du territoire gaulois et se clôt sur le passage du Rubicon en 49 av. J.-C. La troisième partie, publiée en deux tomes, a été achevée par Eugène Stoffel en 1887.

## Description

### Premier volume
Le premier volume de l'Histoire de Jules César est consacré à l'histoire de Rome depuis sa fondation jusqu'au consulat de Jules César et Bibulus en 59 av. J.-C. Il est divisé en deux livres. Le premier, intitulé Temps de Rome antérieurs à César, comporte six chapitres et se clôt sur les effets de la dictature de Sylla. Le second, intitulé Histoire de Jules César, retrace la vie de César avant son proconsulat des Gaules.

### Deuxième volume
Le deuxième volume est consacré à la guerre des Gaules. Il est divisé en deux livres. Le premier, ou Livre Troisième, est intitulé Guerre des Gaules d'après les Commentaires. Il appuie chacun des chapitres sur les différents livres qui composent les Commentaires sur la Guerre des Gaules. Napoléon III mentionne les fouilles opérées à  Alise-Sainte-Reine et au Puy d'Issolud pour appuyer son commentaire du texte de César. Pour autant, ces chapitres ne semblent pas rendre compte fidèlement des travaux menées sur le terrain, n'offrant qu'une vision partielle des découvertes effectuées. Le second, ou Livre Quatrième, est nommé Résumé de la guerre des Gaules et récit des évènements de Rome de 696 à 705 : il replace la guerre des Gaules dans le contexte politique et historique de Rome à la même période.

### Troisième volume
Le troisième volume est l’œuvre d'Eugène Stoffel, qui achève ainsi l'entreprise abandonnée par l'empereur à partir des premières difficultés du régime, à la fin des années 1860. Ce volume est divisé en deux tomes, et accompagné d'un volume annexe comprenant les planches. Le premier tome s'ouvre sur le franchissement du Rubicon en 49 av. J.-C. et s'achève sur la bataille de Dyrrachium. Il comporte également une série de chapitres thématiques portant sur différents points techniques, comme « De la portée des balistes » ou « Tableau de distances pour l'intelligence de la guerre d'Espagne ». Le second tome reprend au début du mois de mai 48 av. J.-C. et se termine par le récit de l'assassinat de Jules César. Là encore, une série de remarques générales et d'appendices ferment le tome.

## Genèse

### Un projet impérial
L'Histoire de Jules César est issue d'un intérêt de longue date de Napoléon III pour ce personnage. Pour autant, le projet ne débute réellement qu'en 1858 avec la création de la Commission de topographie des Gaules.
Par cette démarche qu'il veut être celle d'un historien, il cherche à confronter les écrits de Jules César aux données archéologiques. Il s'entoure d'un grand nombre de savants, d'officiers et ingénieurs. Ainsi, Félicien de Saulcy, numismate, est nommé président de la Commission de topographie des Gaules. Alfred Maury, érudit nommé en 1860 bibliothécaire de la Bibliothèque des Tuileries, est secrétaire de cette nouvelle commission. Prosper Mérimée, Léon Renier et Georges Perrot participent également aux travaux préparatoires.

### Travaux préparatoires
Pour préparer la rédaction de cette œuvre, l'empereur ordonne la réalisation de travaux de cartographie et de fouilles archéologiques confiées à la Commission de topographie des Gaules. Les premières fouilles du site d'Alésia sont ainsi commencées à cette occasion, et débutent en 1861. Napoléon III retire la responsabilité des fouilles d'Alise-Sainte-Reine au général Casimir Creuly, Alexandre Bertrand et Félicien de Saulcy, membres de cette commission. Il en confie la charge au colonel Eugène Stoffel, officier d'ordonnance de l'empereur,.
Il fait également appel à Urbain Le Verrier, directeur de l'Observatoire impérial, pour mener des travaux de concordance entre les calendriers julien et grégorien, pour les dates figurant dans les  Commentaires sur la guerre des Gaules. Pour reconstituer les grandes batailles de la guerre des Gaules, et notamment Alésia, Napoléon III fait aussi appel à Verchère de Reffye, général d'artillerie, qui développe les premières méthodes d'archéologie expérimentale et fait reconstituer, dans ses ateliers de Meudon, balistes et catapultes, conservées au musée d'Archéologie nationale.

## La rédaction

### Une œuvre collective
Si l'empereur rédige lui-même les deux premiers volumes publiés, l'ouvrage n'en reste pas moins une œuvre collective. Non seulement le texte s'appuie sur les travaux préparatoires menés par des collaborateurs, mais il intègre aussi des cartes réalisées dans le cadre de la Commission de topographie des Gaules. Par ailleurs, l'ensemble des textes semble avoir été relu par Alfred Maury, secrétaire de cette même commission et professeur au Collège de France,. Philippe de Chennevières, historien de l'art, qualifie Maury de « dictionnaire vivant de l'empereur pour sa Vie de César ».
Néanmoins, si l'identité de l’auteur est connue de tous, le premier volume paraît sans indication de l'auteur. Napoléon III signe en effet seulement la préface.

### Une œuvre inachevée
Les difficultés que connaît le régime à la fin des années 1860 freinent l'entreprise impériale, la guerre de 1870 y met un terme. Seuls deux volumes ont alors paru, mais Eugène Stoffel, envoyé à Berlin dès 1866 par l'empereur pour rassembler « les matériaux nécessaires à l'achèvement de l'ouvrage impérial », prend l'initiative de poursuivre les recherches et de rédiger un troisième et dernier volume.

## Réception
En Angleterre, où une traduction parut dès 1865 chez Cassell, l'ouvrage suscita un vif intérêt, non en tant qu'étude historique originale, mais en tant qu'affirmation symbolique des ambitions nationales et impérialistes du chef de l'État français. Des États-Unis à la Prusse, l'ouvrage suscita des réactions nationalistes. Ainsi, pour le journaliste W. Bagehot, « Jules César fut le premier à tenter d'inscrire dans l'empire les traits caractéristiques de l'empire français, tout comme le premier Napoléon les fit revivre, ou comme Napoléon III les a consolidés. »
Zola consacre à l'ouvrage un article détaillé paru en 1866 dans Mes Haines.